# Ragnar Olson
Carl Adolf Ragnar (Ragner) Olson (Kristianstad, 10 augustus 1880 - Bromma, 10 juli 1955) was een Zweedse ruiter, die gespecialiseerd was in dressuur. Olson behaalde tijdens de Olympische Zomerspelen 1928 de bronzen medaille individueel en de zilveren medaille in de landenwedstrijd.

## Resultaten
- Olympische Zomerspelen 1928 in Amsterdam  individueel dressuur met Gunstling
- Olympische Zomerspelen 1928 in Amsterdam  landenwedstrijd dressuur met Gunstling